# Orontea
Orontea (auch L’Orontea) ist eine Oper (Originalbezeichnung: „Dramma musicale“)  in einem Prolog und drei Akten von Antonio Cesti (Musik). Das Libretto stammt von Giacinto Andrea Cicognini. Es wurde für Cestis Vertonung von Giovanni Filippo Apolloni überarbeitet. Die Uraufführung fand am 19. Februar 1656 im Saaltheater Innsbruck statt.

## Handlung
Orontea, die Königin von Ägypten verliebt sich in Alidoro, einen gutaussehenden jungen Fremden, der bei einem Überfall schwer verletzt wurde und zusammen mit seiner Mutter Aristea an ihrem Hof erscheint. Der Hofratgeber Creonte rät Orontea dringend von dieser unstandesgemäßen Beziehung ab. Auch die anderen Frauen verlieben sich in Alidoro: die Hofdame Silandra, die sich ihm zuliebe von ihrem Geliebten Corindo trennt, und die unter dem Namen Ismero als Mann auftretende Giacinta, die zuvor im Auftrag der phönizischen Königin Arnea das misslungene Attentat auf ihn ausgeführt hatte. Aristea wiederum verliebt sich in den vermeintlichen Ismero. Der junge Page Tibrino und der Säufer Gelone als komische Figur verbinden die verschiedenen Handlungsstränge. Die Liebesverwirrungen finden ihre Auflösung, als Alidoro durch ein Medaillon als phönizischer Prinz identifiziert wird. Da er Orontea somit ebenbürtig ist, kann er sie heiraten. Auch Silandra und Corindo werden wieder vereint.
Die folgende Inhaltsangabe folgt der 1982 von René Jacobs eingespielten Fassung. Sie basiert auf dem Cambridger Manuskript, das wahrscheinlich für eine venezianische Aufführung von 1666 erstellt worden war, sowie einigen weiteren Stücken aus vermutlich jüngeren italienischen Handschriften. In Klammern sind die entsprechenden Szenennummern des bei librettidopera.it einzusehenden Librettos angegeben.

### Prolog
(librettidopera.it enthält den venezianischen Prolog von 1649.)
Die Allegorien der Philosophie (Filosofia) und der Liebe (Amore) streiten heftig. Filosofia verachtet jeden Prunk wie auch den Krieg und die Liebe. Für sie zählt einzig Tugend in Armut. Amore hält diese Einstellung für eine Torheit. Er verweist auf seine eigene große Bedeutung bei den Menschen. Die beiden vereinbaren einen Wettstreit in Ägypten, wo sie ihren jeweiligen Einfluss auf den Hofphilosophen Creonte gelten machen wollen.

### Erster Akt
Dorf
Szene 1. Die ägyptische Königin Orontea ist fest entschlossen, sich nicht von der Liebe beherrschen zu lassen (Orontea: „Superbo Amore al mondo imperi“). Sie zieht es vor, alleine zu regieren.
Szene 2. Creonte weist Orontea darauf hin, dass das Volk von ihr erwarte, einen Ehemann zu wählen. Bislang hat sie jedoch alle Bewerber abgewiesen. Orontea beharrt auf ihrer Freiheit (Orontea: „Io ch’amore in sen non ho“ – Orontea/Creonte: „Io prevedo rovine“).
Szene 3. Der Page Tibrino teilt Orontea mit, dass er soeben einen gutaussehenden jungen Mann (Alidoro) vor einem Mordanschlag gerettet habe. Der Angreifer sei jedoch entkommen, da er sich um den Verwundeten kümmern musste.
Szene 4. Alidoro und seine Mutter Aristea bitten Orontea um Hilfe. Vom Attentäter wissen sie nur, dass er behauptet hatte, im Auftrag der Prinzessin Arnea von Phönizien zu handeln. Orontea lässt Alidoro zur Pflege in den Palast bringen.
Szene 5. Orontea wundert sich über ihre starken Gefühle für Alidoro (Orontea: „Ardo, lassa, o non ardo“, ursprünglich: „Un impero, che mi tira“).
Königliche Gemächer
Szene 6. Der Diener Gelone besingt seine Liebe zum Wein (Gelone: „Chi non beve, vita breve goderà“).
Szene 7. Der junge Höfling Corindo kommt hinzu und schwärmt von seiner schönen Geliebten (Corindo: „Com’è dolce il vezzeggiar“ – Gelone: „Quant’è dolce il rimirar“).
Szene 8. Auch Corindos Freundin, die Hofdame Silandra, erscheint (Silandra: „Come dolce m’invaghì“). Die Tändelei der beiden stört den Säufer. Als die Königin auftaucht, ziehen sich alle zurück.
(Garten)
Szene 9. Der wieder vollständig genesene Alidoro erzählt Orontea seine Lebensgeschichte: Er sei der Sohn eines Piraten und habe am Hof von Phönizien eine Stellung als königlicher Maler angenommen. Dort habe sich die Prinzessin Arnea in ihn verliebt, so dass ihm nichts anderes übriggeblieben sei, als aus Phönizien zu fliehen. Nun scheine ihn Arnea rachsüchtig zu verfolgen. Orontea verspricht ihm ihren Schutz, verwickelt sich aber in Widersprüche, da sie ihre eigenen Gefühle nicht unter Kontrolle hat. Sie entfernt sich.
Szene 10. Alidoro ist beunruhigt wegen Oronteas seltsamem Verhalten (Alidoro: „Destin plàcati un dì“).
Szene 11. Silandra bemerkt den schönen Alidoro und verliebt sich auf der Stelle in ihn. Alidoro fühlt sich geschmeichelt. Obwohl er glaubt, dass sie schon einen anderen Verehrer hat, lässt er sich von ihr bezaubern (Alidoro/Silandra: „Donzelletta vezzosetta“).
Königshof
Szene 12. Gelone kann nicht schlafen. Er phantasiert davon, auf dem Meer Schiffbruch zu erleiden.
Szene 13. Tibrino ruft Gelone zur Königin. Gelone glaubt, er müsse vortanzen (Gelone: „E là, e là, zi zi. Suonasi il cembalo“). Erst als Tibrino mit Wein lockt, ist er bereit, ihm zu folgen.
(Szene 14: In einem Meereshafen streiten die Allegorien des Hochmuts (Superbia) und der Schamhaftigkeit (Pudicizia) darüber, welche von ihnen über das Herz Oronteas triumphieren wird.)

### Zweiter Akt
Garten
Szene 1. Orontea kann sich ihrer Liebe zu Alidoro nicht mehr erwehren (Orontea: „S’io non vedo Alidoro“).
Szene 2. Silandra meldet die Ankunft eines Fremden, der um eine Audienz bitte.
Szene 3. Der Fremde ist in Wirklichkeit eine Frau, Oronteas frühere Hofdame Giacinta, die sich als Mann verkleidet hat. Sie war vom kyrenischen König Evandro gefangen genommen worden, der sich in sie verliebt hatte. Giacinta ging zum Schein darauf ein, floh dann aber in Männerkleidung unter dem Namen Ismero nach Phönizien an den Hof Arneas, von der sie den Befehl erhielt, Alidoro zu verfolgen und zu töten. Die darüber entsetzte Orontea greift nach ihrem Degen.
Szene 4. Creonte verhindert Oronteas Selbstjustiz. Er weist sie darauf hin, dass es nicht Aufgabe eines Herrschers sei, Verbrecher persönlich zu strafen. Außerdem glaube er, dass ihr Zorn lediglich „Liebesrasen“ für Alidoro sei. Orontea schickt Giacinta fort.
Szene 5. Creonte stellt Orontea wegen ihrer neuen Leidenschaft, die bereits im ganzen Reich für Gesprächsstoff sorge, zur Rede. Alidoro sei ihrer nicht würdig. Orontea beharrt auf ihrer Liebe zu Alidoro. Beide gehen.
Szene 6. Auch die alte Aristea träumt von der Liebe (Aristea: „Se amor insolente per vaga beltà“).
Szene 7. Als die noch immer als Mann verkleidete Giacinta erscheint, versucht Aristea, sie zu verführen. Giacinta weist sie darauf hin, dass sie für die Rolle eines Liebhabers nicht die richtige Ausstattung besitzt. Aristea ist zutiefst enttäuscht.
(Szene 8: Aristea ist entschlossen, sich durch die Zurückweisung nicht entmutigen zu lassen.)
Ebenerdiger Saal mit Statuen
Szene 8 (9). Silandra ist entschlossen, Corindo zu verlassen, um ein Verhältnis mit Alidoro einzugehen (Silandra: „Addio, Corindo, addio“).
Szene 9 (10). Als Corindo voller Vorfreude zum Stelldichein erscheint, gibt Silandra ihm den Laufpass und verlässt das Zimmer.
Szene 10 (11). Corindo fühlt sich von Silandra verraten (Corindo: „O cielo, a che son giunto?“).
Szene 11 (12). Alidoro will Silandras Schönheit auf Leinwand bannen. Tibrino bringt ihm seine Staffelei.
Szene 12 (13). Silandra nimmt zum Porträt Platz. Während Alidoro mit seiner Arbeit beginnt, philosophiert Tibrino über die Frauen.
Szene 13 (14). Orontea ist empört darüber, dass sich Alidoro mit Silandra vergnügt. Sie verbietet den beiden den Umgang miteinander. Orontea, Tibrino und Silandra verlassen die Szene.
Szene 14 (15). Alidoro ist so erschrocken über das Verhalten der Königin, dass er in Ohnmacht fällt.
Szene 15 (16). Der endlich ausgeschlafene Gelone lässt genüsslich seinen Traum an sich vorüberziehen, als er den bewusstlosen Alidoro findet. Er nutzt die Gelegenheit, ihn nach Wertgegenständen zu durchsuchen.
Szene 16 (17). Orontea ertappt Gelone, wie er sich über Alidoro beugt. Sie jagt ihn fort.
Szene 17 (18). Da Orontea es nicht wagt, Alidoro ihre Liebe offen zu gestehen, setzt sie dem Schlafenden ihr Diadem aufs Haupt, legt ein Zepter dazu und schreibt ihm einen Liebesbrief (Orontea: „Intorno all’idol mio“).
Szene 18 (19). Alidoro erwacht, liest den Brief und erkennt die Liebe der Königin. Er beschließt, Silandra den Laufpass zu geben, und sieht sich schon als neuer König an der Seite Oronteas.
(Szene 20: Amore vergleicht seine Kunst mit der eines Arztes.)

### Dritter Akt
Lustgarten in der Stadt mit Brunnen
Szene 1. Die verzweifelte Silandra ignoriert den Befehl Oronteas und grüßt ihren ehemaligen Geliebten Alidoro.
Szene 2. Alidoro will nichts mehr von Silandra wissen. Seine Gedanken gelten nur noch Orontea.
Szene 3. Tibrino und Gelone wundern sich über die durch Oronteas Liebe veranlasste Unruhe am Hof und in der Stadt. Sie halten es lieber mit dem Schwert bzw. dem Wein (Tibrino/Gelone: „Amore attendi a te“).
Szene 4. Creonte macht Orontea erneut Vorhaltungen wegen ihrer unstandesgemäßen Beziehung zu Alidoro und dessen Prahlerei. Er ringt ihr das Versprechen ab, Alidoro vom Hof zu verbannen (Creonte: „O riverita, o grande“).
(Szene 5: Orontea klagt über ihr Leid.)
Szene 5 (6). Orontea wirft Alidoro seinen Hochmut vor, lässt sich von ihm ihren Brief zurückgeben und zerreißt ihn.
(Szene 7: Alidoro beschließt, sich mit Silandra zu trösten.)
Szene 6 (8–9). Alidoro entschuldigt sich bei Silandra und schwört ihr ewige Treue. Sie weist ihn ab. Er beklagt den Wankelmut der Frauen (Alidoro: „Il mondo così va“).
Verfallener Hof
Szene 7 (10). Gelone ist auf dem Weg zu Corindo, da Silandra ihn gebeten hat, ein gutes Wort für sie einzulegen. Corindo hat noch immer starke Gefühle für Silandra.
Szene 8 (11). Gelone übergibt Corindo Silandras Brief, in dem diese ihn um Verzeihung anfleht. Corindo möchte Stärke zeigen und erklärt, dass er sie erst nach dem Tod seines Rivalen wieder akzeptieren werde. Auch Gelone ist nicht gut auf den selbstgefälligen Alidoro zu sprechen.
Szene 9 (12–13). Tibrino mischt sich in das Gespräch ein. Er will Alidoro notfalls mit Gewalt verteidigen. Gelone erklärt ihm, warum Corindo Alidoro töten will. Er selbst fürchtet sich vor einem Kampf und läuft sicherheitshalber in die nächste Schenke.
(Szene 14: Aristea sehnt sich nach Ismero.)
Szene 10 (15–17) Jetzt hat sich auch noch Giacinta in Alidoro verliebt. Sie wagt es nicht, sich ihm zu offenbaren, sondern sucht Rat bei Aristea. Diese verspricht ihr Trost und ein mit Diamanten besetztes Medaillon, wünscht sich aber als Gegenleistung von der immer noch als Ismero auftretenden Giacinta einen Kuss (Aristea: „Dolce cor mio, mio bel tesoro“). Giacinta erklärt sich zum Schein einverstanden, die in Vorfreude auf Liebeswonnen schwelgende Aristea in ihre Gemächer zu begleiten. Aristea glaubt, dass Gold der Schlüssel zur Liebe ist (Aristea: „Nel regno d’Amore“).
(Szene 18: Corindo ärgert sich über seinen Rivalen Alidoro.)
Saal im Königspalast
Szene 11 (19–20). Tibrino bringt Corindo einen an diesen adressierten Brief, den er bei der Königin gefunden hat. Darin fordert Alidoro Corindo zum Duell. Corindo ist empört über diese Anmaßung eines niedrigen Plebejers.
Szene 12 (21). Alidoro vergibt Giacinta den Mordanschlag, da sie eine Frau und Dienerin Oronteas ist. Giacinta erzählt ihm von den Annäherungsversuchen seiner Mutter und gibt ihm das von ihr erhaltene Medaillon. Sie hofft insgeheim, damit sein Herz zu erreichen.
Szene 13 (22–23). Alidoro wundert sich über seine närrische Mutter. Gelone beobachtet ihn dabei, wie er das Medaillon betrachtet. Er erkennt darauf das königliche Wappen, glaubt, Alidoro habe es gestohlen, und ruft um Hilfe.
Szene 14 (24). Corindo erzählt Orontea von der entwürdigenden Forderung Alidoros. Orontea beschließt, dem Problem abzuhelfen und Alidoro zum Edelmann zu erklären.
Szene 15 (25). Creonte unterbricht Orontea mit der Enthüllung, dass Alidoro ein gemeiner Dieb sei und daher keinen Adelstitel verdiene.
Szene 16 (26). Silandra ergänzt, dass Alidoro Oronteas Medaillon gestohlen habe.
Szene 17 (27). Gelone fügt hinzu, dass er selbst das besagte Medaillon bei Alidoro gesehen habe.
Szene 18 (28–29). Tibrino meldet, dass Alidoro festgenommen wurde und sogleich kommen werde. Er bittet um eine sorgfältige Untersuchung der Anschuldigungen. Alidoro wird herbeigeführt. Orontea und Creonte erkennen das Medaillon als dasjenige, das Creonte einst von Oronteas Vater Ptolemäus erhalten hatte. Alidoro erklärt, dass er es von Ismero erhalten habe.
Szene 19 (30). Giacinta/Ismero bestätigt Alidoros Aussage und versichert, dass Aristea ihr das Medaillon geschenkt habe.
Szene 20 (31). Aristea erzählt, dass sie das Medaillon von ihrem Gemahl, dem Piraten Ipparco, erhalten hatte. Ein von diesem im Roten Meer entführter Knabe habe es bei sich getragen. Diesen Jungen, Alidoro, habe sie dann wie ihr eigenes Kind aufgezogen. Creonte erinnert sich, dass der Sohn der phönizischen Königin Irene einst auf See entführt worden war. Dieses Kind habe zuvor von Ptolemäus ein ebensolches Medaillon erhalten wie er selbst und Orontea. Aristea kann sich noch an den Namen der Amme des Knaben erinnern, die kurz darauf an ihren Verletzungen gestorben war. Alidoro ist also Floridano, der Sohn des Königs von Phönizien und Bruder Arneas. Somit gibt es keine Standesunterschiede mehr zwischen ihm und Orontea. Sie erklärt ihn kurzerhand zu ihrem Gemahl und verheiratet Silandra mit Corindo. Alle feiern das glückliche Ende (Orontea/Alidoro/Silandra/Corindo: „Per te, mio respir“ – Schlusschor: „Castissimi amori“).

## Gestaltung

### Instrumentation
Die originale Orchesterbesetzung der Oper besteht aus einem dreistimmigen Streicherensemble nebst Basso continuo:

### Libretto
Das Libretto Cicogninis ist dramaturgisch stringent aufgebaut. Die Figuren, insbesondere Orontea und Alidoro, sind psychologisch gut durchgestaltet. Es handelt sich um echte emotionale Menschen, nicht um Götter. Die titelgebende Orontea dominiert die Handlung. Sie ist zwischen ihren Liebesgefühlen zu Alidoro und ihrem Pflichtgefühl hin- und hergerissen. Der Opportunist Alidoro dagegen wechselt je nach Situation die Geliebte. Der an die Commedia dell’arte erinnernde Gelone ist einer der ersten Buffo-Charaktere der Operngeschichte, der an der eigentlichen Handlung teilnimmt. Wie im zeitgenössischen spanischen Theater gibt es dramatische Intrigen und eine schnelle Dialogabfolge. Die ernsten und komischen Szenen sind eng miteinander verzahnt.
Die Arienformen des Librettos sind uneinheitlich und größtenteils unregelmäßig. Innerhalb einer Strophe finden sich oft unterschiedlichste Versmaße. Die Betonungen liegen mal auf der letzten und mal auf der vorletzten Silbe.

### Musik
Cesti macht guten Gebrauch von dem flüssigen Text Cicogninis mit seinen unregelmäßigen Arien. Durch den ständigen metrischen Wechsel erhält die Musik eine „fühlbare, konkrete theatralische Wirksamkeit.“ Auch die Rezitative sind dem Libretto entsprechend geschmeidig komponiert. Die ausdrucksstärksten Szenen bestehend vorwiegend aus Rezitativen. Hierzu zählen Alidoros erste Begegnung mit Orontea (erster Akt, Szene 4), sein erster Monolog (erster Akt, Szene 10), der Streit Oronteas mit Creonte (zweiter Akt, Szene 5) sowie Oronteas Wutausbruch (zweiter Akt, Szene 14). Es gibt eine große Zahl verschiedenartiger Konflikte und Ausdruckswerte.
Seine Musik ist im Vergleich zu den Werken der älteren venezianischen Schule, die sich am „recitar cantando“ (rezitierendem Gesang) orientierten, musikalischer gestaltet. Die Arie erhält größeres Gewicht und ist nun deutlich vom Rezitativ zu unterscheiden.
Im ersten Akt nutzte Cesti Teile der Musik der siebten auch in der folgenden achten Szene. In beiden erscheint Musik der Arien auch in den nachfolgenden Ritornellen. Die Annäherung von Alidoro und Silandra („Donzelletta vezzosetta“, erster Akt, Szene 11) findet im Rahmen einer mehrstrophigen Variations-Arie mit dreistimmigen Ritornell statt. Die erste Strophe von Silandras Soloszene „Addio, Corindo, addio“ (zweiter Akt, Szene 8–9) steht im doppelten Metrum der zweiten, deren Einleitung sie bildet. Letztere ist eine orchesterbegleitete Ostinato-Arie über einer aus einem absteigenden Tetrachord gebildeten Basslinie. Oronteas Arie „Intorno all’idol mio“ (zweiter Akt, Szene 17) ist das bekannteste Stück der Oper.

## Werkgeschichte

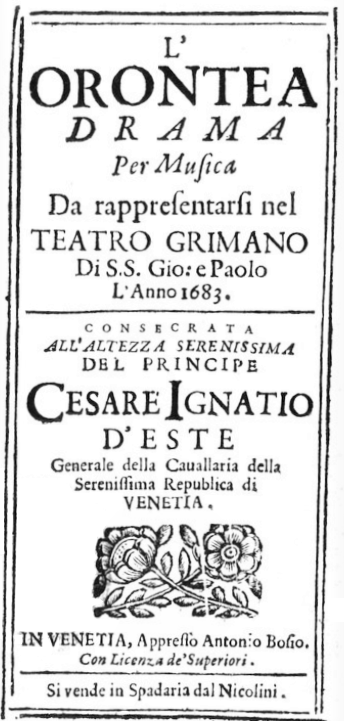
Titelblatt des Librettos, Venedig 1683

Cestis Orontea zählt zusammen mit seiner Oper La Dori und Francesco Cavallis Giasone zu den beliebtesten Opern des 17. Jahrhunderts. Ihr Erfolg ist auf die menschlichen Charaktere, die glaubhafte Handlung, den Verzicht auf aufwändige Bühnenmaschinen, das hochwertige Libretto und die Musik Cestis zurückzuführen.
Das Libretto stammt von Giacinto Andrea Cicognini. Es gelangte erstmals 1649 in Venedig zur Aufführung. Die Partitur dieser Aufführung ist verschollen, und das Libretto enthält keine Angabe des Komponisten. Lange Zeit glaubte man, dass bereits die Musik dieser Produktion von Cesti stammte, und entsprechend häufig findet sich diese Angabe in der Literatur als Jahr der Uraufführung. Jedoch weist ein Brief des Komponisten Pietro Andrea Ziani an den venezianischen Impresario Marco Faustini vom 30. Januar 1666 darauf hin, dass Francesco Lucio die Musik komponiert hatte. Mit großer Sicherheit schuf Cesti allerdings die Musik für die Innsbrucker Aufführungen im Jahr 1656, für die Giovanni Filippo Apolloni das Libretto überarbeitete und den Prolog austauschte. Die erhaltenen Partituren verwenden größtenteils diesen neuen Prolog. Auch ist die Musik zu Orontea stilistisch reifer als die seiner 1651 entstandenen Oper Alessandro vincitor di se stesso.
Weitere Vertonungen des Librettos stammen von Francesco Cirillo (Neapel 1654), Filippo Vismarri (Wien 1660) und in französischer Sprache von Paolo Lorenzani (Orontée, Chantilly 1687).
Die Uraufführung von Cestis Orontea fand am 19. Februar 1656 im Saaltheater Innsbruck statt. Weitere italienische Aufführungen sind für Genua (1660, 1661), Rom und Florenz (1661), Turin (1662), Ferrara (1663), Mailand (1664), Macerata (1665), Bologna (1665, 1669), Venedig (1666, 1683), Bergamo, Brescia und Palermo (1667), Lucca (1668), Portomaggiore (1670), Neapel (1674) und Reggio Emilia (1674) belegt. 1678 wurde Orontea als erste italienische Oper überhaupt in Hannover gespielt. 1686 gab es in Wolfenbüttel die letzte belegte historische Produktion.
Anschließend geriet Orontea für mehrere Jahrhunderte in Vergessenheit. Die Partitur ging verloren. Lediglich die Arie der Orontea „Intorno all’idol mio“ (zweiter Akt, Szene 17) fand Aufnahme in Charles Burneys A General History of Music von 1789. In den 1950er Jahren wurden schließlich drei Handschriften der Partitur in Italien (Rom, Bibliotheca del Conservatorio Nazionale di Santa Cecilia; Rom, Bibliotheca Apostolica Vaticana; Parma, Bibliotheca del Conservatorio, Bibliotheca Palatina) und eine weitere im Magdalene College in Cambridge aufgefunden. Letztere gehört offenbar zur venezianischen Aufführung von 1666. Auf Grundlage der italienischen Manuskripte erstellte William Holmes am Wellesley College 1973 eine moderne Ausgabe. Untersuchungen von Jennifer Williams Brown ergaben, dass das Cambridger Manuskript entgegen älteren Annahmen der verschollenen Originalfassung näher steht als die italienischen Handschriften. Demnach basiert die venezianische Fassung von 1666 direkt auf dem Innsbrucker Manuskript von 1656, während die verschiedenen italienischen Fassungen auf einer gemeinsamen Vorlage späteren Datums (spätestens Florenz 1661) beruhen. Für letztere wurden die ursprünglichen Alt-Partien des Gelone und Alidoro für Bass bzw. Tenor transponiert. Dem „Cambridge-Zweig“ zuzuordnen seien auch die in Hannover, Venedig 1683 und Wolfenbüttel gespielten Fassungen.
In neuerer Zeit wurde Orontea erst 1961 an der Piccola Scala in Mailand wieder gespielt. Die Einrichtung und Regie stammte von Vito Frazzi. Die musikalische Leitung hatte Bruno Bartoletti. Es sangen u. a. Teresa Berganza (Orontea) und Carlo Cava (Creonte). Eine erste historisch informierte Aufführung gab es 1982 in Innsbruck durch René Jacobs. Hierfür wurde eine neue Fassung auf Basis des Cambridger Manuskripts (Venedig 1666) mit einigen Ergänzungen aus den anderen Handschriften erstellt. Aus letzteren stammen beispielsweise der Prolog (1666 wurde der Prolog aus Cestis La Doriclea gespielt), die Arie der Orontea in der ersten Szene des zweiten Akts sowie einige zusätzliche Strophen anderer Arien. Außerdem fanden drei von vier 1666 aus Cestis L’Argia übernommene Arien Aufnahme. Als Ouvertüre verwendete man diejenige von Remigio Cestis Il principo generoso (1665) und ergänzte einige Instrumentalstücke Cestis und anderer Komponisten.
Weitere Produktionen waren:
- 2023: Theater Aachen – Dirigent: Christopher Bucknall, Inszenierung: Ludger Engels; mit Fanny Lustaud (Orontea).[13]
- 2024: Teatro alla Scala, Mailand – Dirigent: Giovanni Antonini, Inszenierung: Robert Carsen; mit Stéphanie d’Oustrac (Orontea).[14]

## Aufnahmen
- August 1982 – René Jacobs (Dirigent).
 Andrea Bierbaum (Filosofia), Cettina Cadelo (Amore und Tibrino), Helga Müller-Molinari (Orontea), Gregory Reinhart (Creonte), Guy de Mey (Aristea), René Jacobs (Alidoro), Gastone Sarti (Gelone), David James (Corindo), Isabelle Poulenard (Silandra), Jill Feldman (Giacinta).
 Studio-Aufnahme auf Basis des Cambridge-Manuskripts.
 Harmonia Mundi CD: HMC 901100.02, Harmonia Mundi LP: HM 1100/02.[15]
- Februar/März 2015 – Ivor Bolton (Dirigent), Frankfurter Opern- und Museumsorchester, Monteverdi-Continuo-Ensemble.
 Katharina Magiera (Filosofia), Juanita Lascarro (Amore und Tibrino), Paula Murrihy (Orontea), Sebastian Geyer (Creonte), Guy de Mey (Aristea), Xavier Sabata (Alidoro), Simon Bailey (Gelone), Matthias Rexroth (Corindo), Louise Alder (Silandra), Kateryna Kasper (Giacinta).
 Live aus der Oper Frankfurt.
 Oehms OC 965 (3 CD).[16]
- 5. Oktober 2024 – Giovanni Antonini (Dirigent), Chor und Orchester des Teatro alla Scala, Mailand.
 Stéphanie d’Oustrac (Orontea), Mirco Palazzi (Creonte), Sara Blanch (Tibrino), Marcela Rahal (Aristea), Carlo Vistoli (Alidoro), Luca Tittoto (Gelone), Hugh Cutting (Corindo), Francesca Pia Vitale (Silandra), Maria Nazarova (Giacinta).
 Video; live aus dem Teatro alla Scala; auch Radiosendung.
 Live-Videostream des Teatro alla Scala (LaScalaTv); Radioausstrahlung am 9. November 2024 im Rahmen von ARD Oper.[17][18]